# 法里斯·哈罗恩
法里斯·哈罗恩（Faris Haroun，1985年9月22日—）是一名比利時職業足球員，擔任中場，他同時擁有乍得國籍。

## 生平
夏漢在比利時布魯塞爾出生，於國內聯賽球會KRC亨克出道，直到2008年轉投比斯查。2011年8月18日夏漢通過試訓加盟英冠球會米杜士堡，簽約三年。於2011年8月21日首度披甲對伯明翰城，在下半場後補登場即射入1球。

## 外部連結
- 足球数据库：法里斯·哈罗恩的球员统计数据
- 法里斯·哈罗恩在National-Football-Teams.com的資料